# Cuevas (Belmonte)
Cuevas es una aldea y una parroquia del concejo asturiano de Belmonte de Miranda, en España.
Tiene una superficie de 8,18 km², en la que habitan un total de 8 personas (2019) repartidas entre las poblaciones de Cuevas y Noceda.
La aldea de Cuevas está a unos 17 kilómetros de Belmonte, la capital del concejo. Se encuentra situada a la orilla del río de mismo nombre, a 520 metros sobre el nivel del mar y se accede a ella por la carretera AS-227. En ella habitan 24 personas (2004). Interesante por su retablo barroco y algunos otros elementos antiguos de relativa importancia.
Cuevas es uno de los pueblos que más horrios y paneras tiene en número y bien conservados.
Fue natural de esta parroquia el padre dominico José Álvarez Fernández, que llegó a la selva amazónica peruana en 1917, y al que empezaron a llamar allí el "Apaktone", fallecido en 1970 y actualmente en proceso de beatificación.